# Georg Neumann
Georg Neumann GmbH (Neumann) är ett tyskt företag grundat 1928 som framförallt tillverkar professionella mikrofoner. Deras mest kända produkter är kondensatormikrofoner för radio, TV, livemusik och musikproduktion. Neumann tillverkar även professionella studiomonitorer, hörlurar samt till viss del andra ljudtekniska verktyg. Företaget såldes 1991 till den större ljudtekniktillverkaren Sennheiser då Neumann var nära en konkurs. I och med uppköpet flyttades all tillverkning till sin anläggning i Wedemark utanför Hannover. Trots detta används ännu märkningen Neumann Berlin på vissa mikrofoner.

## Historia
Georg Neumann utvecklade världens första kondensatormikrofon, betecknad CMV 3. Under andra världskriget blev hans laboratorium brandbombat, Neumann flydde tillsammans med familj, stab samt teknisk och juridisk rådgivare till staden Gefell i Thüringen och uppförde en ny fabrik, som sedan togs över av östtyska staten. 1949 återetablerade sig Neumann i Berlin, där han utvecklade en ny mikrofon utifrån samma membran som användes i den ursprungliga mikrofonen.

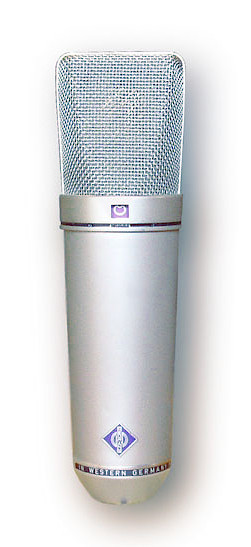
En Neumann U87 kondensatormikrofon

Denna mikrofon kom att betecknas U 47 och bli en av de mest kända mikrofonerna genom historien. Neumann slöt ett distributionsavtal kring mikrofonen med elektroteknikföretaget Telefunken, som sedan 1969 tillverkar och säljer mikrofonen under eget namn.
Neumann började även tillverka mixerbord samt skärningsmaskiner för vinylskivor.
Ytterligare en innovation kom 1957. Den bestod i att koppla ihop två membran från KM 56-mikrofoner i X/Y-konfiguration, vilket gav möjlighet till upptagning i stereo med endast en mikrofon. Denna modell betecknades SM 2 och blev världens första stereomikrofon.
Efter att Telefunken avslutat tillverkningen av de elektronrör som tillhörde U 47-mikrofonerna i slutet på 1950-talet, tvingades Neumann till att utveckla en uppföljare. Detta resulterade i modellen U 67. Även denna modell kom senare att bli ett flaggskepp.
1965 utvecklades en ny serie riktade och rundtagande småmembransmikrofoner som kallades FET 70 samt en transistorvariant av U 67 kallad U 77.
Året därefter lanserades Neumanns första mikrofonserie med fantommatning - FET 80. Denna bestod bland annat av vad som kom till att bli nästa stora branschstandard inom stormembranskondensatormikrofoner, den flerriktade U 87.
1983 introducerades FET 100-plattformen, en design som saknar transformator vid utgången. Denna mikrofonplattform tillverkas fortfarande. I denna plattform ingår även modeller med komponenter och funktioner från flaggskeppen U 47 och U 67, dessa heter TLM 49 respektive TLM 67 (där TLM kan utläsas som Transformatorlose Mikrofon).
Med början 1995 lanserades en serie transformatorlösa rörmikrofoner, i vilken M 147, M 149 och M 150 ingick.
2003 släppte Neumann den första mikrofonen med inbyggd analog till digital-konverting; stormembransmikrofonen Neumann D-01. Den analoga till digitala konverteringstekniken kallar Neumann för Solution-D, vilken är en teknik där den analoga signalen från membranet omvandlas direkt till en digital signal utan traditionell analog mikrofonförstärkning. I och med att signalen i mikrofonen är digital har dessa mikrofoner även möjlighet att styra effekter som direkt processeras i mikrofonen, som till exempel equalizning eller kompression. Många av Neumanns mikrofoner med analoga utgångar har släppts i motsvarande digitala versioner.
2005 debuterade Neumann inom dynamiska mikrofoner. Detta med modellen BCM 705, vilken marknadsförs främst mot TV/radiostudior.
2010 lanserade företaget sina första studiomonitorer. Numera består utbudet av tre olika modeller.
2019 lanserades Neumanns första hörlur, NDH 20.

## Övriga produkter
- Binaural mikrofon KU 100
- Stereomikrofon USM 69i

## Microtech Gefell
Trots Berlinmuren kunde Neumanns båda team fortfarande hålla kontakten, ända fram till Georg Neumanns död 1976. Efter murens fall besökte en av Berlingrenens tekniker fabriken i Gefell och häpnade över att utvecklingen kommit längre än i Berlin.
Dagens Microtech Gefell är ett familjeföretag inom släkterna till Georg Neumanns juridiske respektive ekonomiske rådgivare.  